# ISS-Expeditie 68
ISS-Expeditie 68 is de achtenzestigste missie naar het Internationaal ruimtestation ISS. De missie begon op 29 september 2022 met het vertrek van de Sojoez MS-21 van het ISS terug naar de Aarde.
De bemanningen van SpaceX Crew-4 en Sojoez MS-22, die al aan boord waren als onderdeel van ISS-Expeditie 67, schoven door naar deze missie. ESA-astronaut Samantha Cristoforetti nam het bevelhebberschap over van de Russische kosmonaut Oleg Artemjev voor het eerste en tweede deel van de missie. Vervolgens heeft Samantha Cristoforetti het bevelhebberschap op 12 oktober 2022 overgedragen aan Sergej Prokopjev voor het derde en vierde deel van de expeditie.

## Bemanning
| Sojoez MS-22  | Sergej Prokopjev, Roscosmos 2e ruimtevlucht | Flight Engineer | Flight Engineer | Commandant      | Commandant      |                 |                 |
| Sojoez MS-22  | Dmitri Petelin, Roscosmos 1e ruimtevlucht   | Flight Engineer | Flight Engineer | Flight Engineer | Flight Engineer |                 |                 |
| Sojoez MS-22  | Francisco Rubio, NASA 1e ruimtevlucht       | Flight Engineer | Flight Engineer | Flight Engineer | Flight Engineer |                 |                 |
| SpaceX Crew-4 | Samantha Cristoforetti, ESA 2e ruimtevlucht | Commandant      | Commandant      | -               | -               |                 |                 |
| SpaceX Crew-4 | Kjell Lindgren, NASA 2e ruimtevlucht        | Flight Engineer | Flight Engineer | -               | -               |                 |                 |
| SpaceX Crew-4 | Robert Hines, NASA 1e ruimtevlucht          | Flight Engineer | Flight Engineer | -               | -               |                 |                 |
| SpaceX Crew-4 | Jessica Watkins, NASA 1e ruimtevlucht       | Flight Engineer | Flight Engineer | -               | -               |                 |                 |
| SpaceX Crew-5 | Nicole Mann, NASA 1e ruimtevlucht           | -               | Flight Engineer | Flight Engineer | -               |                 |                 |
| SpaceX Crew-5 | Josh Cassada, NASA 1e ruimtevlucht          | -               | Flight Engineer | Flight Engineer | -               |                 |                 |
| SpaceX Crew-5 | Koichi Wakata, JAXA 5e ruimtevlucht         | -               | Flight Engineer | Flight Engineer | -               |                 |                 |
| SpaceX Crew-5 | Anna Kikina, Roscosmos 1e ruimtevlucht      | -               | Flight Engineer | Flight Engineer | -               |                 |                 |
| SpaceX Crew-6 | Stephen Bowen, NASA 4e ruimtevlucht         | -               | -               | -               | Flight Engineer | Flight Engineer | Flight Engineer |
| SpaceX Crew-6 | Warren Hoburg, NASA 1e ruimtevlucht         | -               | -               | -               | Flight Engineer | Flight Engineer | Flight Engineer |
| SpaceX Crew-6 | Sultan Al Neyadi, UAESA 1e ruimtevlucht     | -               | -               | -               | Flight Engineer | Flight Engineer | Flight Engineer |
| SpaceX Crew-6 | Andrej Fedjajev, Roscosmos 1e ruimtevlucht  | -               | -               | -               | Flight Engineer | Flight Engineer | Flight Engineer |